# Stereotipi di genere
Gli stereotipi di genere (gender bias) sono credenze ampiamente condivise sulle caratteristiche e sul comportamento delle persone in base al genere.
Il concetto di stereotipo di genere si riferisce anche alla costante costruzione sociale di ciò che è considerato 'femminile' e 'maschile' e si basa sul potere e sulle norme socioculturali riguardanti donne e uomini. Per quanto questi stereotipi possano riguardare ogni genere, studi accademici hanno rilevato come queste credenze abbiano principalmente un effetto valorizzante nei confronti degli uomini, considerati più competenti delle donne in diverse attività.

## Esempi di stereotipi di genere
Rudman e Greenwald descrivono come dai risultati di un esperimento gli stereotipi di genere vengano perpetrati anche da individui appartenenti allo stesso genere: l'associazione a ciò che è considerato 'maschile' è spesso affiancata a tratti di forza e di successo, sia da soggetti che si considerano maschili che femminili. Inoltre, la forza di questa associazione non è predetta da credenze esplicite, ma implicite. Ad esempio i nomi maschili non famosi sono più probabilmente identificati erroneamente come famosi rispetto a nomi femminili non famosi; l'esperimento prova la presenza di uno stereotipo implicito del successo maschile, mentre i tratti femminili sono associati a debolezza.
Altre ricerche mostrano come professioni particolari siano implicitamente associate ai generi, comportando una possibile discriminazione nei confronti di chi non appartiene al profilo tipico presente nello stereotipo: per esempio, gli insegnanti di scuola elementare sono implicitamente stereotipati come femminili, gli ingegneri sono stereotipati come maschili.
A seconda dell'ambito gli stereotipi di genere possono assumere declinazioni e significati differenti, ad esempio nel mondo del lavoro, nello sport e nella carriera accademica, con accezione prevalentemente negativa nei confronti delle donne.

### Nel mondo del lavoro
Gli stereotipi di genere nel mondo del lavoro possono influenzare negativamente le possibilità delle donne di venire assunte, questo fenomeno è una delle possibili spiegazioni per la relativa mancanza di donne in posizioni di potere. Posizioni manageriali e importanti sono spesso percepite come "maschili", ovvero considerate come richiedenti aggressività, competitività, forza e indipendenza, tratti non in linea con gli stereotipi di genere tradizionalmente femminili, influenzando quindi negativamente la possibilità per donne di essere promosse o assunte in posizioni manageriali.

### Nello sport
Gli stereotipi di genere sono presenti nella stessa concezione di quello che è lo sport moderno; poiché la forza è stata associata alla mascolinità, lo sport si è evoluto in una rappresentazione significativa delle espressioni di mascolinità e, di conseguenza, è comunemente percepito come un dominio prevalentemente maschile. Tuttavia, questo non esclude completamente la posizione e il ruolo delle donne nello sport, come è evidente dal numero crescente di donne che partecipano ad attività sportive negli ultimi anni.

### Nella carriera scolastica
Gli stereotipi di genere hanno un forte impatto sulla carriera scolastica, infatti secondo uno studio del 1972 condotto da Jean Lipman-Blumen, le donne che sono  cresciute seguendo ruoli di genere tradizionali fin dall'infanzia erano meno propense a voler ottenere un'istruzione superiore, mentre le donne  che sono cresciute con l'idea che uomini e donne sono uguali erano più propense a conseguirla. Questo risultato indica che i ruoli di genere trasmessi tradizionalmente possono influenzare gli stereotipi di genere.
Dustin B. Thoman (2008) ipotizza che "la rilevanza socio-culturale dell'abilità rispetto ad altri componenti dello stereotipo di genere nella matematica possa influenzare le donne che perseguono la matematica". Attraverso un esperimento che confrontava i risultati matematici delle donne sotto due diversi componenti dello stereotipo di genere nella matematica, rispettivamente l'abilità matematica e l'impegno nella matematica, Thoman ha scoperto che la performance matematica delle donne è più probabile che venga influenzata dal negativo stereotipo dell'abilità, condizionato dalle credenze socioculturali negli Stati Uniti, piuttosto che dalla componente dell'impegno. Come risultato di questo esperimento e delle credenze socioculturali negli Stati Uniti, Thoman ha concluso che i risultati accademici degli individui possono essere influenzati dal componente dello stereotipo di genere nella matematica, che è a sua volta condizionato dalle credenze socioculturali.

### Conseguenze economiche e sociali
I ruoli di genere hanno influenzato l'idea che le donne siano particolarmente adatte a ruoli più femminili, come i lavori domestici e le mansioni casalinghe, valori tradizionali infatti assumono che le donne siano le principali responsabili della cura dei bambini e degli anziani, indipendentemente dal fatto che abbiano o meno un lavoro. La sociologa Arlie Hochschild approfondisce questo fenomeno nel suo libro "The Second Shift": questo "secondo turno" si riferisce al lavoro non retribuito che le donne svolgono nella sfera privata—lavori domestici, cucinare, pulire e prendersi cura della famiglia. Dal punto di vista economico, questo lavoro addizionale limita la capacità delle donne di avanzare nella loro carriera a causa delle ulteriori responsabilità (non retribuite) a casa. L'OCSE ha rilevato che "In tutto il mondo, le donne dedicano al lavoro non retribuito da due a dieci volte più tempo rispetto agli uomini".